# Leire Olaberria
Leire Olaberria (n. 17 februarie 1977, Ikaztegieta⁠(d), Comunitatea Autonomă a Țării Basce, Spania) este o ciclistă de performanță ce a reprezentat Spania, medaliată olimpică. A participat la 2 ediții ale Jocurilor Olimpice (2008, 2012) în care a câștigat o medalie de bronz.